# دور گولد
دور گولد (به عبری: דורי גולד‎؛ ۲۵ ژوئیهٔ ۱۹۵۳ – ۳ مارس ۲۰۲۵)  دیپلمات اهل اسرائیل بود که در سِمَت‌های گوناگون فعالیت می‌کرد.
وی مشاور پیشین نخست وزیر، آریل شارون نیز بوده‌است.
گولد در ۳ مارس ۲۰۲۵، در سن ۷۱ سالگی درگذشت.